# ويليام كرويشانك
ويليام كرويشانك هو رسام كندي، ولد في 25 ديسمبر 1848 في اسكتلندا في المملكة المتحدة، وتوفي في 19 مايو 1922 في كانساس في الولايات المتحدة.

## معرض صور

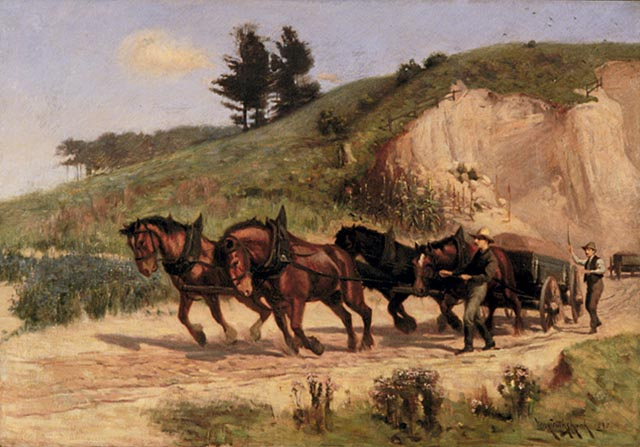
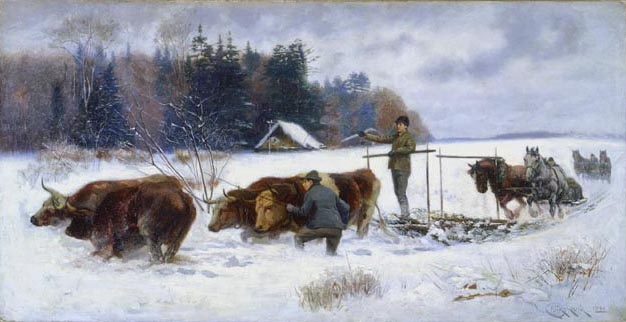
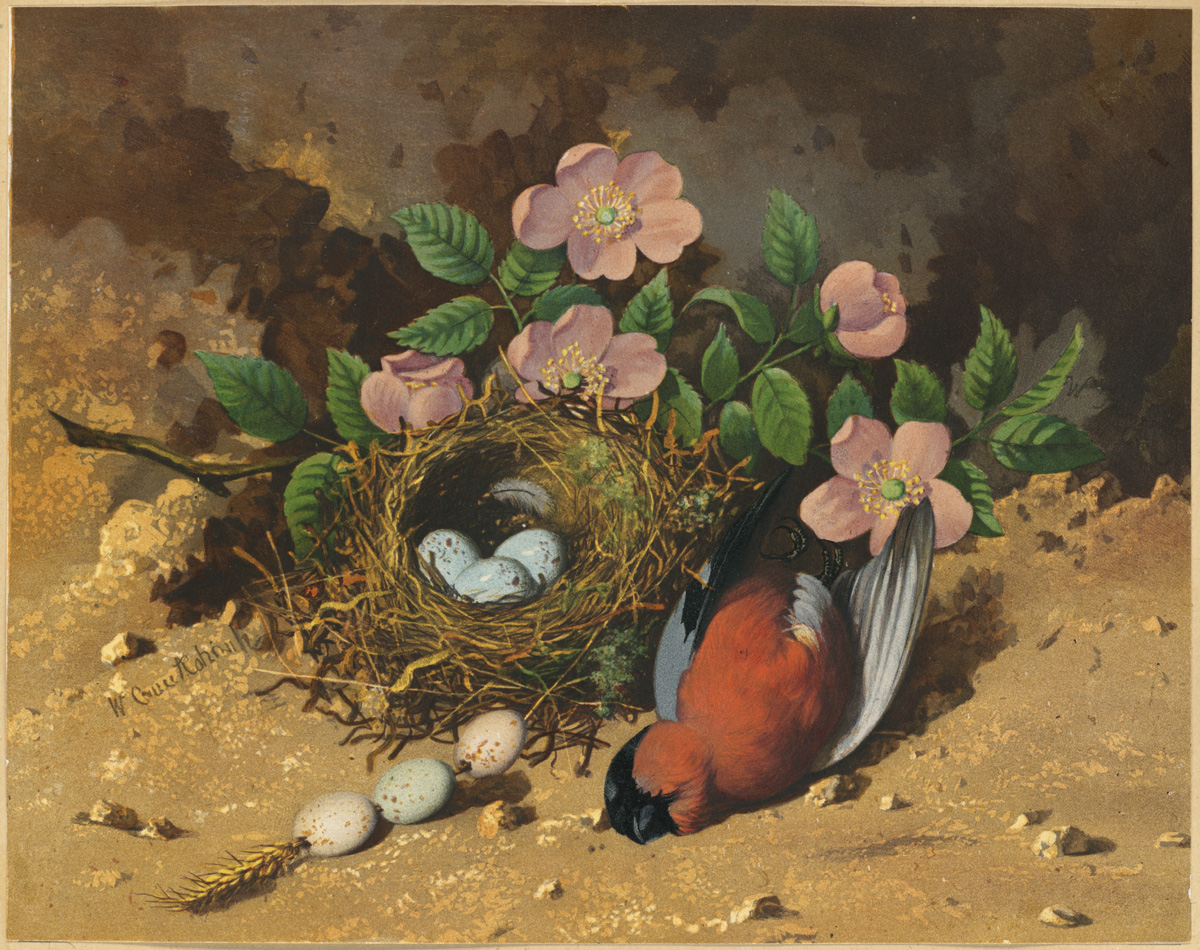
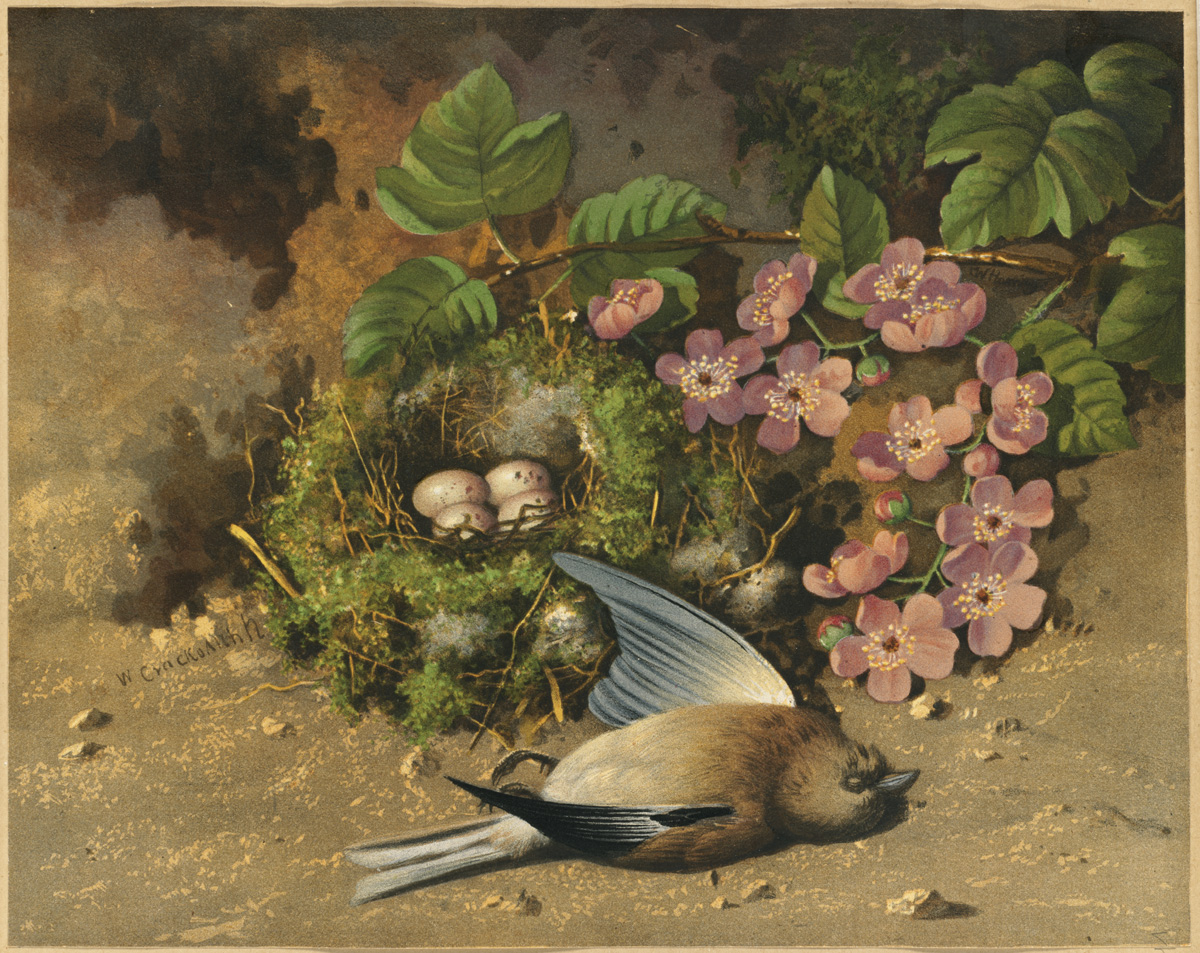